# Хосико
Хосе Хоакин Морено Верду (исп. José Joaquín Moreno Verdú; 6 января 1975, Эльин) — испанский футболист, выступавший на позиции полузащитника. Ныне главный тренер футбольного клуба «Сокуэльямос».

## Клубная карьера
Хосико начинал свою карьеру футболиста в испанском клубе «Альбасете». 17 ноября 1995 года он дебютировал в испанской Примере, выйдя в стартовом составе в гостевом поединке против «Барселоны». 3 января 1996 года Хосико забил свой первый гол на высшем уровне, сократив отставание в счёте в домашней игре с «Реал Сосьедадом». Спустя 4 дня он вновь забил в сверхрезультативном матче против «Расинга» из Сантандера. По итогам сезона 1995/96 «Альбасете» покинул Примеру, и следующие 2 года Хосико провёл в Сегунде, выступая за него. В 1998 году он перешёл в другой клуб Сегунды «Лас-Пальмас», который по итогам чемпионата 1999/00 вернулся в Примеру.
Летом 2002 года Хосико подписал контракт с «Вильярреалом», где отыграл следующие 6 сезонов. В 2008 он перешёл в турецкий «Фенербахче», спустя год вернувшись в Испанию, в команду Сегунды «Лас-Пальмас», где и завершил свою карьеру футболиста в 2011 году.

## Достижения
«Вильярреал»
- Вице-чемпион Испании (1): 2007/08

 «Фенербахче»
- Финалист Кубка Турции (1): 2008/09